# Banca Națională a Serbiei
Banca Națională a Serbiei (sârbă Народна банка Србије sau Narodna banka Srbije) este banca centrală a Republicii Serbia și, ca atare, principalele sale responsabilități sunt protecția de stabilitate a prețurilor și de întreținere a stabilității financiare.
Funcțiile de bază a Băncii Naționale a Serbiei include stabilirea și punerea în aplicare a politicii monetare, precum și cursului de schimb a dinarului, de gestionarea rezervelor valutare, emiterea de bancnote și monede, precum și întreținerea eficientă a plații și a sistemelor financiare. Dr. Dejan Šoškić este actualul guvernator al Băncii Naționale a Serbiei.
Guvernatorul Băncii Naționale a Serbiei este ales de Adunarea Națională.